# Platycleis affinis
Platycleis affinis é uma espécie de grilo. Os machos da espécie caracterizam-se por possuirem grandes testículos, correspondendo a cerca de 14% de sua massa corporal.  podem ser encontrados na europa e asia